# Palác Adile Sultan

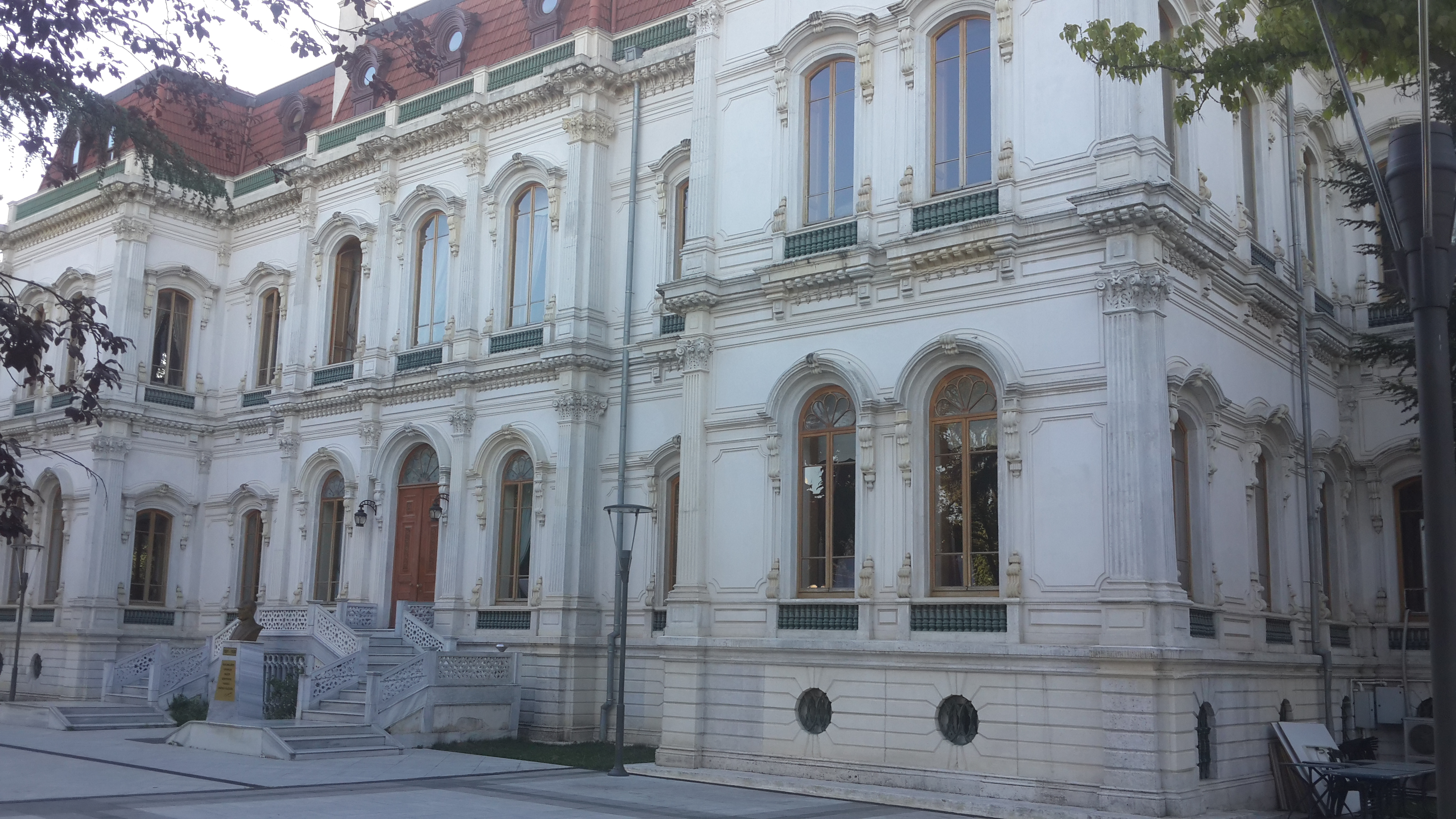
zadní fasáda paláce po rekonstrukci

Palác Adile Sultan je novoslohová patrová budova ze 60. let 19. století v Istanbulu v Turecku, ležící v obvodu k Üsküdar, ve čtvrti Kandilli. Palác byl hlavním sídlem a rezidencí osmanské princezny Adile Sultan, která spolufinancovala jeho stavbu a roku 1869 jej darovala státu pro školní budovu anatolské dívčí střední školy. Od poslední rekonstrukce z let 1996-2006 palác slouží jako turecké kulturní a společenské centrum.

## Historie
Palác se zahradou byl vybudován pro osmanskou princeznu Adilu (1826–1899), dceru sultána Mahmuda II. a sestru pozdějších sultánů Abdulmecida I. a Abdulazize. Jeho stavbu navrhl dvorní architekt Sarkis Balyan. Na témže místě stál také kiosek, který princezně daroval již v roce 1856 sultán Abdülmecid I.
Stavbou paláce sultán Abdulaziz pověřil Balyana v roce 1861. Stojí na jednom z nejlepších míst v Istanbulu, na kopci, který je na úrovni středu Bosporu, při pobřeží z asijské strany města. Místo nabízí panoramatický výhled na Bospor a na Marmarské i Černé moře. Výhled je možný ze všech místností paláce. Palác má celkem 55 pokojů a rozlohu okolo 17 tisíc m².
Adile Sultan byla rovněž jednou z nejlepších tureckých básnířek a žila zde až do smrti svého manžela, Mehmeda Ali Paši, v roce 1868. Toho roku princezna dala palác adaptovat na dívčí školu, jejíž provoz sponzorovala až do své smrti v roce 1899. Během 1. světové války palác krátce sloužil jako sídlo ministerstva války.
V letech 1916-1920 palác nesl jméno princezny a sloužil jako druhý stupeň základní dívčí školy. V roce 1924 byla škola přejmenována podle místa na Kandilli. V roce 1931 byla doplněna ještě dívčí střední škola, která patřila k nejlepším v Istanbulu. Škola byla v roce 1969 přesunuta do nové budovy, palác sloužil jako její internát až do roku 1986, kdy kvůli zkratu elektřiny budova kompletně vyhořela.
Ruinu historické budovy chtěla obnovit nadace absolventek školy Kandilli. Náklady však mnohonásobně převýšily částku vybranou nadací, proto finanční podporou přispěli miliardář a byznysmen Sakıp Sabancı a guvernér Istanbulu Muammer Güler. Sakıp sponzoroval výstavbu až do své smrti v roce 2004. Palác byl znovu vybudován během deseti let a náklady přesáhly 9,5 milionu tureckých lir. Otevírací ceremoniál se uskutečnil 28. června 2006.
Budova je nyní známá pod názvem Sakıp Sabancı Kandilli – vzdělávací a kulturní centrum. Palác zaujímá rozlohu 5 625 m², likvidací příček získal obrovskou oválnou vstupní halu, která pojme až 500 lidí, další dvě haly pro 200 lidí, prostor o 1 300 m² slouží pro výstavy, dalších 20 místností s 30–40 místy k sezení je určeno pro semináře, další místnost pro filmové muzeum (interiér a exteriéry sloužily v minulosti při natáčení několika filmů). Jídelna pojme 150 osob a kavárna 60 osob. Palácová zahrada má rozlohu asi po 2 tisíce lidí.